# Спад напруги

Спад напруги на двох опорах.

Спад напру́ги — різниця потенціалів між кінцями ділянки електричного кола в якому протікає електричний струм.
Позначається здебільшого літерою ∆U, вимірюється у вольтах.
Спад напруги визначається силою струму й властивостями елементів ділянки електричного кола.
Спад напруги на резисторі із опором R дорівнює
{\displaystyle \ U=IR}.
де I — сила струму.
Для нелінійних елементів електричного кола спад напруги визначається їхніми вольт-амперними характеристиками.
Принципова різниця між напругою і спадом напруги у тому, що  напруга прикладається до ділянки кола, тоді як спад напруги визначається струмом крізь елемент. У разі єдиного елемента на ділянці, різниці немає — спад напруги дорівнює прикладеній напрузі. Однак, у випадку кількох елементів на ділянці кола, тільки сумарний спад напруги на всіх елементах дорівнює прикладеній напрузі. Розрахунок спаду напруги на кожному з елементів потребує визначення сили струму, який протікає крізь кожен елемент. Для складних ділянок кола ці обчислення проводяться одночасно, з використанням правил Кірхгофа (у разі лінійних елементів).

## Спад напруги у колах  постійного струму: опір
Розглянемо електросхему з джерелом постійного струму на дев'ять вольт: три резистори по 67 кОм, 100 кОм та 470 кОм і лампочка — всі з'єднані послідовно. Джерело постійного струму, провідники (дроти), резистори та лампочка (навантаження) мають опір; всі  до певної міри, використовують і розсіюють надану енергію. Їхні фізичні характеристики визначають, кількість цієї енергії. Наприклад, опір постійному струму дроту, залежить від його довжини, площі поперечного перерізу, типу матеріалу (переважно мідь чи алюміній) і температури. 
Якщо вимірюється напруга між джерелом постійного струму і першим резистором (67 кОм), рівень напруги на ньому, буде трохи менше дев'яти вольт. Струм проходить крізь провідник від джерела постійного струму до першого резистора; коли це відбувається, частина наданої енергії «губиться» (недоступна для навантаження) через опір дроту. Спад напруги є як в прямому, так і в зворотному дротах електричного кола. Якщо вимірюється спад напруги на окремому резисторі, вимір буде значним числом. Чим більше номінал резистора, тим більше енергії використовується (розсіюється) цим опором і тим більше спад напруги на цьому резисторі.
Для вимірювання спаду напруги, може бути застосовано Закон Ома. У колі постійного струму, напруга дорівнює струму, помноженому на опір V = I R. До того ж, закони Кірхгофа свідчать, що в будь-якому колі постійного струму, сума спадів напруги на кожному елементі схеми, дорівнює загальній напрузі живлення.

## Спад напруги у колах змінного струму: опір
У колах змінного струму, протидія струму виникає через опір, як і в колах постійного струму. Однак кола змінного струму, мають також інший вид спротиву струму: реактивний опір. Сума протидій струму від активного опору і реактивного опору, називається повним (комплексним) опором.
Електричний імпеданс зазвичай представлений змінною Z і вимірюється в Омах на певній частоті. Електричний імпеданс обчислюється як векторна сума активного опору, ємнісного опору й індуктивного опору. 

Величина повного опору в колі змінного струму, залежить від частоти змінного струму та магнітної проникності електричних провідників і електрично ізольованих елементів (разом із навколишніми складниками), які залежать від їхнього розміру і відстані. 

Спрощена електрична лінія з поздовжнім опором і векторними діаграмами за різного навантаження

Подібно закону Ома для кіл постійного струму, електричний імпеданс може бути виражений формулою E = I Z. Отож, спад напруги в колі змінного струму, є добутком струму і повного опору кола.

### Поздовжній та поперечний спад напруги
У загальному випадку, який заснований на обчисленні комплексного змінного струму, різниця напруги в лінії з 
живленням від змінного струму не подібна різниці величин напруги між початком і кінцем лінії. Тож, в деяких випадках, може також відбуватися збільшення величини напруги уздовж лінії. Для опису цих відмінностей в напрузі, використовуються терміни поздовжнього і поперечного спадів напруги, зокрема в електроенергетиці та високовольтній електротехніці. 
У мережах низької (до 1 кВ) та середньої напруги (в Євросоюзі близько 1 - 35 кВ), спад напруги вздовж ліній (ЛЕП), досить точно визначається суто поздовжнім спадом напруги, і поперечним спадом напруги, можна знехтувати. У високовольтних системах, особливо у просторово розлогих сітчастих, взаємопов'язаних мережах, поперечний спад напруги, має великий вплив на напругу окремих вузлів і виниклі через це, потоки активної енергії в лініях електропередавання.
На схемі праворуч — спрощений показ електричної лінії з послідовним (активним та реактивним) опором R+jωL і векторними діаграмами для активно-індуктивних і активно-ємнісних навантажень, заради прикладу послідовного та поперечного спадів напруги.

### Межі
У Європі, відповідно до Постанови про низьковольтне приєднання Розділ 13, параграф (4), спад напруги між домашньою з’єднувальною коробкою та лічильником електроенергії, не повинен перевищувати 0,5%.
Для прикладу в Німеччині згідно з вимогами TAB 2007, спад напруги між домашнім приєднанням і лічильником, не може перевищувати наступних значень (залежно від потужності ТП):
- до 100 кВА 0,5%

- 100-250 кВА 1,0%

- 250-400 кВА 1,25%

- понад 400 кВА 1,5%

   Як ідеться у DIN VDE 0100-520, згідно з таблицею G.52.1, спад напруги в системах споживачів між домашнім приєднанням і споживачами (розетками або затискачами увімкнення пристрою) не повинно бути більше 3% для систем освітлення і 5% — для інших електричних приладів.
- Як зазначено у DIN 18015, частина 1, спад напруги між електролічильником і розетками або затискачами приєднання пристрою, мусить не перевищувати 3%.

- Згідно з IGVW SQP4[3], спад напруги між точкою передавання електроенергії (зазвичай розеткою) і найвіддаленішим обладнанням, не може бути більше 5%.

Основою є напруга мережі, яку встановлено відповідно до DIN IEC 38, на рівні 230/400 В (однофазна/трифазна) для Європи, і номінальний струм пристроїв захисту (автоматичних вимикачів) від перевантаження, наприклад, 63 А або 16 А тощо.